# Fenetilamina sustituida

Estructura de las fenetilaminas sustituidas. La propia fenetilamina se obtiene cuando R^{2}=R^{3}=R^{4}=R^{5}=R^{N}=R^{α}=R^{β} = H.

Las fenetilaminas sustituidas (o simplemente fenetilaminas), también conceptualizables como análogos de dopamina/adrenalina, son compuestos orgánicos que pueden ser pensados como derivados de la propia fenetilamina. La estructura molecular de todas las fenietilaminas contiene un anillo fenilo, unido a un grupo amina (NH
2) por medio de una cadena lateral etilo (−CH
2–CH
2−). En las fenetilaminas sustituidas, el anillo fenilo, la cadena lateral o el grupo amino son reemplazados por sustituyentes diferentes al hidrógeno.
Algunas son drogas psicoactivas, incluyendo estimulantes, psicodélicos, y entactógenos, las cuales ejercen sus efectos principalmente a través de la modulación de los sistemas de neurotransmisores monoamina. Otras, tales como la dopamina y epinefrina son neurotransmisores. Las fenetilaminas sustituidas incluyen a las anfetaminas sustituidas, metilendioxifenetilaminas sustituidas y un gran grupo de alcaloides derivados de las fenetilaminas. Este grupo incluye tetrahidroisoquinolinas, bencilisoquinolinas, protoberberinas, aporfinas, morfinanos, protopinas y narcotina.p. 74
Las fenetilaminas sustituidas incluye una amplia variedad de clases de drogas. Entre estas se incluyen pero no se limitan a las drogas psicotrópicas (incluyendo alucinógenos tales como dl-2,5-dimetoxi-4-metilanfetamina a.k.a. DOM), estimulantes del sistema nervioso central (anfetamina), supresores del apetitio (fentermina), agentes antilipémicos, vasoconstrictores (incluyendo descongestivos nasales tales como la levometanfetamina y pseudoefedrina), broncodiladores, agentes cardiotónicos, vasodilatadores, reguladores de los canales de calcio y bloqueadores de los canales de calcio (esas propiedades pueden ser dependientes de la concentración), antidepresivos (bupropiona, fenelzina, y tranilcipromina), agentes neuroprotectivos, y fármacos antiparkinsonianos.
Las fenetilaminas sustituidas son conocidas por actuar como agentes adrenérgicos, (incluyendo inhibidores de la recaptación adrenérgica tales como la metanfetamina, agonistas beta adrenérgicos, tal como la metoxifenamina y la mefentermina, un agonista alfa adrenérgico; agentes antilipemicos (benfluorex) agentes dopaminérgicos (incluyendo inhibidores de la recaptación de dopamina tales como bupropion y agonistas serotoninérgicos como la 2,5-dimetoxi-4-bromoanfetamina y el inhibidor en la captación de serotonina fenfluramina), reguladores y bloqueadores de los canales de calcio (prenilamina y verapamil) e inhibidores de la monoamino oxidasa (selegilina).

## Lista de fenetilaminas sustituidas
| Nombre abreviado              | RN                | Rα                | Rβ        | R2   | R3        | R4            | R5    | Nombre completo                                                  | Actividad biológica                                                  |
| ----------------------------- | ----------------- | ----------------- | --------- | ---- | --------- | ------------- | ----- | ---------------------------------------------------------------- | -------------------------------------------------------------------- |
| meta-tiramina                 |                   |                   |           |      | OH        |               |       | 3-hidroxifenetilamina                                            | Amina traza                                                          |
| para-tiramina                 |                   |                   |           |      |           | OH            |       | 4-hidroxifenetilamina                                            | Amina traza                                                          |
| Dopamina                      |                   |                   |           |      | OH        | OH            |       | 3,4-dihidroxifenetilamina                                        | Neurotransmisor de tipo catecolamina                                 |
| Epinefrina (Adrenalina)       | CH3               |                   | OH        |      | OH        | OH            |       | β,3,4-trihidroxi-N-metilfenetilamina                             | Neurotransmisor de tipo catecolaminar/Hormona de Lucha/Huida         |
| Norepinefrina (Noradrenalina) |                   |                   | OH        |      | OH        | OH            |       | β,3,4-trihidroxifenetilamina                                     | Neurotransmisor de tipo catecolaminar/Hormona de Lucha/Huida         |
| meta-Octopamina               |                   |                   | OH        |      | OH        |               |       | β,3-dihidroxifenetilamina                                        | Amina traza                                                          |
| para-Octopamina               |                   |                   | OH        |      |           | OH            |       | β,4-dihidroxifenetilamina                                        | Amina traza. Agonista de α-adrenoceptor                              |
| fenilefrina                   | CH3               |                   | OH        |      | OH        |               |       | β,3-dihidroxi-N-metilfenetilamina                                | Agonista α-adrenérgico; descongestivo                                |
| 6-hidroxidopamina             |                   |                   |           | OH   |           | OH            | OH    | 2,4,5-trihidroxifenetilamina                                     | Agente neurotóxico para los receptores de dopamina y norepinefrina   |
| Salbutamol                    | C(CH3)3           |                   | OH        |      |           | OH            | CH2OH | β,4-dihidroxi-3-hidroximetil-N-tert-butilfenetilamina            | Agonista β2 de corta duración                                        |
| β-Metilfenetilamina           |                   |                   | CH3       |      |           |               |       | β-metilfenetilamina                                              | Estimulante                                                          |
| Anfetamina                    |                   | CH3               |           |      |           |               |       | α-metilfenetilamina                                              | Monoamina agente liberador; Estimulante                              |
| N-Metilfenetilamina           | CH3               |                   |           |      |           |               |       | N-metilfenetilamina                                              | Amina traza; Isómero de anfetamina endógeno                          |
| metanfetamina                 | CH3               | CH3               |           |      |           |               |       | N-metilanfetamina; N,α-dimetilfenetilamina                       | Monoamina agente liberador; Estimulante; neurotoxina dopaminérgica   |
| fentermina                    |                   | 2CH3              |           |      |           |               |       | α-metilanfetamina; α,α-dimetilfenetilamina                       | Estimulante, anorexígeno                                             |
| Ortetamina                    |                   | CH3               |           | CH3  |           |               |       | 2-metilanfetamina; 2,α-dimetilfenetilamina                       | Estimulante, anorexígeno                                             |
| Metilfenidato                 | -CH2-CH2-CH2-CH2- | -CH2-CH2-CH2-CH2- | C(OCH3)=O |      |           |               |       | N,α-butileno-β-metoxicarbonilfenetilamina                        | Inhibidor de la recaptación de norepinefrina y dopamina; Estimulante |
| Efedrina / Pseudoefedrina     | CH3               | CH3               | OH        |      |           |               |       | N-metil-β-hidroxianfetamina                                      | agente liberador; estimulante; decongestivo                          |
| Catina                        |                   | CH3               | OH        |      |           |               |       | d-β-hidroxianfetamina                                            | Agente liberador selectivo de norepinefrina                          |
| Catinona                      |                   | CH3               | =O        |      |           |               |       | β-cetoanfetamina                                                 | Agente liberador selectivo de norepinefrina y dopamina               |
| Metcatinona                   | CH3               | CH3               | =O        |      |           |               |       | N-metilcatinona                                                  | Agente liberador selectivo de norepinefrina y dopamina               |
| Mefedrona                     | CH3               | CH3               | =O        |      |           | CH3           |       | 4-metilmetcatinona                                               | Estimulante, actividades farmacodinámicas desconocidas               |
| Etcatinona                    | CH2CH3            | CH3               | =O        |      |           |               |       | N-etilcatinona                                                   | Estimulante y agente liberador selectivo de norepinefrina            |
| Bupropion                     | C(CH3)3           | CH3               | =O        |      | Cl        |               |       | 3-chloro-N-tert-butil-β-cetoanfetamina                           | NDRI                                                                 |
| Selegilina                    | CH2)CHCH          |                   |           |      | []        |               |       |                                                                  |                                                                      |
| Norfenfluramina               |                   | CH3               |           |      | CF3       |               |       | 3-trifluorometil-anfetamina                                      | Agente liberador selectivo de dopamina                               |
| Fenfluramina                  | CH2CH3            | CH3               |           |      | CF3       |               |       | 3-trifluorometil-N-etilanfetamina                                | Agente liberador selectivo de serotonina                             |
| 5-APB                         |                   | CH3               |           |      | -CH=CH-O- | -CH=CH-O-     |       | 5-(2-aminopropil)benzofurano                                     | Estimulante, entactógeno                                             |
| 6-APB                         |                   | CH3               |           |      | -O-CH=CH- | -O-CH=CH-     |       | 6-(2-aminopropil)benzofurano                                     | Estimulante, entactógeno                                             |
| MDA                           |                   | CH3               |           |      | -O-CH2-O- | -O-CH2-O-     |       | 3,4-metilenedioxi-anfetamina                                     | Estimulante, Psicodélico, entactógeno                                |
| MDEA                          | CH2CH3            | CH3               |           |      | -O-CH2-O- | -O-CH2-O-     |       | 3,4-metilenedioxi-N-etilanfetamina                               | Psicodélico, entactógeno y agente liberador                          |
| MDMA                          | CH3               | CH3               |           |      | -O-CH2-O- | -O-CH2-O-     |       | 3,4-metilenedioxi-N-metilanfetamina                              | Psicodélico, entactógeno y agente liberador                          |
| MDMC                          | CH3               | CH3               | =O        |      | -O-CH2-O- | -O-CH2-O-     |       | 3,4-metilenedioximetcatinona                                     | Psicodélico, entactógeno y agente liberador                          |
| Mescalina                     |                   |                   |           |      | OCH3      | OCH3          | OCH3  | 3,4,5-trimetoxifenetilamina                                      | Psicodélico serotoninérgico                                          |
| Proscalina                    |                   |                   |           |      | OCH3      | OCH2CH2CH3    | OCH3  | 2-(3,5-dimetoxi-4-propoxifenil)etanamina                         | Estimulante, entactógeno y euforizante                               |
| Metaescalina                  |                   |                   |           |      | OCH2CH3   | OCH3          | OCH3  | 2-(3-etoxi-4,5-dimetoxifenil)etanamina                           | Psicodélico serotoninérgico, estimulante, entactógeno y euforizante  |
| Allilescalina                 |                   |                   |           |      | OCH3      | OCH2CH1CH2    | OCH3  | 4-Alliloxi-3,5-dimetiloxifeniletilamina                          | Estimulante, entactógeno y euforizante                               |
| Methallilescalina             |                   |                   |           |      | OCH3      | OCH2C(CH2CH3) | OCH3  | 4-Methalliloxy-3,5-dimetiloxifeniletilamina                      | Psicodélico y entactógeno                                            |
| Asimbescalina                 |                   |                   |           |      | OCH2CH3   | OCH2CH3       | OCH3  | 3,4-Dietoxi-5-metoxifenetilamina                                 | Psicodélico y euforizante                                            |
| DOM                           |                   | CH3               |           | OCH3 |           | CH3           | OCH3  | 2,5-dimetoxi-4-metilanfetamina                                   | Psicodélico                                                          |
| DOB                           |                   | CH3               |           | OCH3 |           | Br            | OCH3  | 2,5-dimetoxi-4-bromoanfetamina                                   | Psicodélico                                                          |
| DOI                           |                   | CH3               |           | OCH3 |           | I             | OCH3  | 2,5-dimetoxi-4-yodoanfetamina                                    | Psicodélico                                                          |
| DON                           |                   | CH3               |           | OCH3 |           | NO2           | OCH3  | 2,5-dimetoxi-4-nitroanfetamina                                   | Estimulante                                                          |
| DOC                           |                   | CH3               |           | OCH3 |           | Cl            | OCH3  | 2,5-dimetoxi-4-cloroanfetamina                                   | Psicodélico                                                          |
| 2C-B                          |                   |                   |           | OCH3 |           | Br            | OCH3  | 2,5-dimetoxi-4-bromofenetilamina                                 | Psicodélico, estimulante, entactógeno y euforizante                  |
| βk-2C-B                       |                   |                   | =O        | OCH3 |           | Br            | OCH3  | 2,5-dimetoxi-4-bromo-β-cetofenetilamina                          | Psicodélico, estimulante, entactógeno y euforizante                  |
| 2C-C                          |                   |                   |           | OCH3 |           | Cl            | OCH3  | 2,5-dimetoxi-4-chlorofenetilamina                                | Psicodélico                                                          |
| 2C-I                          |                   |                   |           | OCH3 |           | I             | OCH3  | 2,5-dimetoxi-4-iodofenetilamina                                  | Psicodélico, estimulante                                             |
| 2C-D                          |                   |                   |           | OCH3 |           | CH3           | OCH3  | 2,5-dimetoxi-4-metilfenetilamina                                 | Psicodélico, estimulante                                             |
| 2C-E                          |                   |                   |           | OCH3 |           | CH2-CH3       | OCH3  | 2,5-dimetoxi-4-etilfenetilamina                                  | Psicodélico                                                          |
| 2C-P                          |                   |                   |           | OCH3 |           | CH2-CH3-CH3   | OCH3  | 2,5-dimetoxi-4-propilfenetilamina                                | Entactógeno, euforizante y psicodélico                               |
| 2C-F                          |                   |                   |           | OCH3 |           | F             | OCH3  | 2,5-dimetoxi-4-fluorofenetilamina                                | Ninguno                                                              |
| 2C-N                          |                   |                   |           | OCH3 |           | NO2           | OCH3  | 2,5-dimetoxi-4-nitrofenetilamina                                 | Euforizante                                                          |
| 2C-T-2                        |                   |                   |           | OCH3 |           | S-CH2CH3      | OCH3  | 2,5-dimetoxi-4-etiltio-fenetilamina                              | Psicodélico                                                          |
| 2C-T-4                        |                   |                   |           | OCH3 |           | S-CH(CH3)2    | OCH3  | 2,5-dimetoxi-4-isopropiltio-fenetilamina                         | Psicodélico                                                          |
| 2C-T-7                        |                   |                   |           | OCH3 |           | S-CH2CH2CH3   | OCH3  | 2,5-dimetoxi-4-propiltio-fenetilamina                            | Psicodélico                                                          |
| 2C-T-8                        |                   |                   |           | OCH3 |           | S-CH2-C3H5    | OCH3  | 2,5-dimetoxi-4-cyclopropilmetiltio-fenetilamina                  | Psicodélico                                                          |
| 2C-T-19                       |                   |                   |           | OCH3 |           | S-C(CH3)3     | OCH3  | 2,5-dimetoxi-4-tert-butiltio-fenetilamina                        | Psicodélico                                                          |
| 2C-T-21                       |                   |                   |           | OCH3 |           | S-CH2-CH2-F   | OCH3  | 2,5-dimetoxi-4-(2-fluoroetiltio)-fenetilamina                    | Psicodélico y euforizante                                            |
| 25B-NBOMe                     | CH2-C6H4-OCH3     |                   |           | OCH3 |           | Br            | OCH3  | 2-(4-bromo-2,5-dimetoxifenil)-N-[(2-metoxifenil)metil]etanamina  | Psicodélico                                                          |
| 25C-NBOMe                     | CH2-C6H4-OCH3     |                   |           | OCH3 |           | Cl            | OCH3  | 2-(4-chloro-2,5-dimetoxifenil)-N-[(2-metoxifenil)metil]etanamina | Psicodélico                                                          |
| 25I-NBOMe                     | CH2-C6H4-OCH3     |                   |           | OCH3 |           | I             | OCH3  | 2-(4-iodo-2,5-dimetoxifenil)-N-[(2-metoxifenil)metil]etanamina   | Psicodélico                                                          |
| 25D-NBOMe                     | CH2-C6H4-OCH3     |                   |           | OCH3 |           | CH2           | OCH3  | 2-(4-metil-2,5-dimetoxifenil)-N-[(2-metoxifenil)metil]etanamina  | Psicodélico                                                          |
| 25E-NBOMe                     | CH2-C6H4-OCH3     |                   |           | OCH3 |           | CH2-CH3       | OCH3  | 2-(4-etil-2,5-dimetoxifenil)-N-[(2-metoxifenil)metil]etanamina   | Psicodélico                                                          |
| 25P-NBOMe                     | CH2-C6H4-OCH3     |                   |           | OCH3 |           | CH2-CH3-CH3   | OCH3  | 2-(4-propil-2,5-dimetoxifenil)-N-[(2-metoxifenil)metil]etanamina | Psicodélico                                                          |
| 25F-NBOMe                     | CH2-C6H4-OCH3     |                   |           | OCH3 |           | F             | OCH3  | 2-(4-fluoro-2,5-dimetoxifenil)-N-[(2-metoxifenil)metil]etanamina | Psicodélico                                                          |
| Mescalina-NBOMe               | CH2-C6H4-OCH3     |                   |           |      | OCH3      | OCH3          | OCH3  | N-(2-metoxibencil)-2-(3,4,5-trimetoxifenil)etanamina             | Psicodélico                                                          |
| 25I-NBOH                      | CH2–C6H4–OH       |                   |           | OCH3 |           | I             | OCH3  | N-(2-hidroxibencil)-2,5-dimetoxi-4-iodo-fenetilamina             | Psicodélico                                                          |
| 25C-NBOH                      | CH2–C6H4–OH       |                   |           | OCH3 |           | Cl            | OCH3  | N-(2-hidroxibencil)-2,5-dimetoxi-4-chloro-fenetilamina           | Psicodélico                                                          |
| 25B-NBOH                      | CH2–C6H4–OH       |                   |           | OCH3 |           | Br            | OCH3  | N-(2-hidroxibencil)-2,5-dimetoxi-4-bromo-fenetilamina            | Psicodélico                                                          |
| 25I-NBF                       | CH2–C6H4–F        |                   |           | OCH3 |           | I             | OCH3  | N-(2-fluorobencil)-2,5-dimetoxi-4-iodo-fenetilamina              | Psicodélico                                                          |
| Amfepramona (dietilpropion)   | C2H5, C2H5        | CH3               | =O        |      |           |               |       | N-dietil-β-cetoanfetamina                                        | Anorexígeno.                                                         |
| Nombre abreviado              | RN                | Rα                | Rβ        | R2   | R3        | R4            | R5    | Nombre completo                                                  | Actividad biológica                                                  |

## Nota
1. ↑  Dos grupos etilo unidos al grupo amina